# Грађански савјетник
Грађански савјетник (рус. статский советник) је био грађански чин V класе у Табели рангова Руске Империје до 1917. године. Одговарао је дужности вицедиректора департмана, вицегубернатора, предсједника финансијске коморе и чину бригадира војске и капетан-командора флоте.
Обраћало му се са Ваше високородије.